# Passiflora coriacea
Passiflora coriacea es una especie de planta fanerógama de la familia Passifloraceae.

## Descripción
Planta herbácea trepadora; tallos angulosos, glabros hacia la base, densamente pubérulos hacia la parte superior; estípulas estrechamente lineares, agudas, hasta de 5 mm de largo, peciolos con frecuencia pubérulos, de 2 a 4 cm de largo, provistos de 2 (raras veces 4) glándulas sésiles o subsésiles, hojas peltadas a una distancia de 5 a 10 mm de la base, transversalmente oblongo-elípticas, de 3 a 7 cm de largo por 7 a 25 cm de ancho.
Inflorescencia terminal en forma de racimo de 4 a 6 cm de largo, además de flores inferiores solitarias o más bien dispuestas por pares en las axilas de las hojas; blanquecinas o amarillo-verdosas a verdosas, con tintes morados en la paracorola, de 2 a 3.5 cm de diámetro; sépalos oblongo-lanceolados, de 1 a 1.5 cm de largo y 4 a 5 mm de ancho; pétalos ausentes; paracorola de filamentos dispuestos en dos series, los exteriores filiformes, de 7 a 8 mm de largo, los interiores lineares, de unos 2 mm de largo por 0.6 mm de ancho; anteras de 2 a 2.5 mm de largo; ovario ovoide, glabro, estilos de ca. 3 mm de largo, estigmas de 1 mm de diámetro.
Fruto globoso, de 1 a 2 cm de diámetro, azul o morado oscuro a negro en la madurez, glabro; semillas obcordadas u obovadas, de alrededor de 4 mm de largo por 2 mm de ancho, curvadas.

## Distribución
Se distribuye del noroeste de México, en los estados de Sinaloa, San Luis Potosí, Nayarit, Jalisco, Colima, México, Puebla, Veracruz, Oaxaca, Tabasco, Chiapas y Yucatán, hasta Centroamérica en Nicaragua.

## Hábitat
Se desarrolla en bosque tropical subcaducifolio, en un gradiente altitudinal que va de los 0 a los 1100 m s.n.m. Florece durante la mayor parte del año.

## Estado de conservación
No se encuentra bajo ningún estatus de protección.